# Maserati 250F
Maserati 250F je Maseratijev dirkalnik Formule 1, ki je bil v uporabi med sezonama 1954 in 1960, ko so z njim dirkali tudi Juan Manuel Fangio, Stirling Moss, Alberto Ascari, Louis Chiron in mnogi drugi dirkači, kajti na posamezni dirki je takrat sodelovalo tudi po devet ali več dirkačev z dirkalnikom 250F. Z njim je Fangio osvojil dirkaška naslova v sezonah 1954 in 1957, konstruktorske naslove pa so začeli podeljevati pele v sezoni 1958, ko pa je bil 250F že nekoliko zastarel dirkalnik, čeprav so ga dirkači uporabljali vse do sezone 1960, v kateri pa dirkalnik ni več osvojil prvenstvenih točk.
Maserati 250F je debitiral na prvi dirki sezone 1954 za Veliko nagrado Argentine, kjer je nastopilo kar devet dirkačev s tem dirkalnikom, kateremu prvo zmago je na tisti dirki prinesel Juan Manuel Fangio. V tej sezoni je Fangio dobil še dirko za Veliko nagrado Belgije, kar je skupno zadostovalo za dirkaški naslov prvaka. Po sezoni 1955 brez zmag, je v naslednji sezoni 1956 Stirling Moss zmagal na Velikih nagradah Monaka in Italije. Zadnje štiri zmage je dirkalniku prinesel ponovno Fangio, ki je v sezoni 1957 zmagal na Velikih nagradah Argentine, Monaka, Francije in Nemčije, s čimer je osvojil še svoj drugi naslov prvaka z Maseratijem. Dirkalnik so posamezni dirkači uporabljali vse do sezone 1960, toda zaradi njegove zastarelosti večjih uspehov niso več dosegali. 250F je bil zadnjič uporabljen za zadnji dirki sezone 1960 za Veliko nagrado ZDA, ki jo je Robert Drake končal na trinajstem mestu s sedmimi krogi zaostanka.